# نشاط كهربائي عديم النبض
النشاط الكهربي عديم النبض (بالإنكليزية: Pulseless electrical activity)، يُختصر إلى (PEA)، وهي السكتة القلبية التي تُظهر نظمًا قلبيًا، في تخطيط كهربائية القلب، مثل الذي يصدر عنه النبضات القلبية، ولكن لا يوجد نبض فعليًا. يحدث النشاط الكهربي عديم النبض في البداية عند 55% تقريبًا من مرضى السكتة القلبية. 
في الظروف الطبيعية، يسبق التنشيط الكهربائي للخلايا العضلية الانقباض الميكانيكي للقلب (ما يُعرف بالتقارن الكهروميكانيكي). وفي حالة النشاط الكهربي عديم النبض، يوجد نشاط كهربي بالقلب، ولكن لا ينقبض القلب أو أن هناك أسباب أخرى تؤدي إلى انخفاض النتاج القلبي عن المستوى الكافي لتوليد النبض وإمداد أعضاء الجسم بالدم. وبينما يُصنف النشاط الكهربي عديم النبض بأنه نوع من السكتة القلبية، يمكن أن يكون هناك كمية كبيرة من النتاج القلبي، ومن الممكن تحديد ذلك ومتابعته عن طريق تخطيط صدى القلب بالموجات فوق الصوتية. 
يعتبر الإنعاش القلبي الرئوي (CPR) أول خطوة لعلاج النشاط الكهربي عديم النبض، حتى تُحدد وتُعالَج الأسباب الرئيسية المحتملة للحالة. يُمكن أن يُستخدم دواء الإبينيفرين أيضًا. ويصل معدل النجاة إلى 20%.

## العلامات والأعراض
يؤدي النشاط الكهربي عديم النبض إلى توقف النتاج القلبي، وانقطاع الإمداد الدموي عن المخ. ولذلك، عادةً ما تُلاحظ هذه الحالة عن طريق فقدان المريض لوعيه، مع توقفه عن التنفس تلقائيًا. ويمكن التأكد من هذه الحالة عن طريق فحص المسلك الهوائي للمريض والتحقق من عدم وجود أي انسداد به، مع مراقبه حركة الصدر التنفسية للمريض، بالإضافة إلى استشعار النبض (غالبًا عند الشريان السباتي) لمدة 10 ثوانٍ.

## العلاج
توصي إرشادات الإنعاش القلبي (ACLS/BLS) بضرورة بدء الإنعاش القلبي الرئوي على الفور للحفاظ على النتاج القلبي حتى تتم معالجة النشاط الكهربي عديم النبض. وتعتمد طريقة علاج هذه الحالة على علاج الأسباب الرئيسية التي أدت إلى وقوعها إذا كانت معروفةً (على سبيل المثال، تخفيف الاسترواح الصدري الضاغط). وعند العجز عن تحديد، أو علاج، أسباب النشاط الكهربي عديم النبض، يكون علاج هذه الحالة مشابهًا لعلاج توقف الانقباض.
ويعتبر وضع القنية الوريدية، أو قنية الحقن داخل العظم، إحدى أولويات عملية الإنعاش لضمان سهولة حقن الأدوية إلى المريض. يُعد الإبينيفرين (الأدرينالين) الدواء الأساسي المستخدم في علاج النشاط الكهربي عديم النبض بجرعة 1 ملي غرام كل 3 إلى 5 دقائق. وبالرغم من التوصية السابقة باستخدام الأتروبين لعلاج النشاط الكهربي عديم النبض وتوقف الانقباض، سُحبت هذه التوصية في عام 2010 بواسطة جمعية القلب الأمريكية بسبب عدم كفاية الأدلة حول الفائدة العلاجية للدواء في هذه الحالة. يحظى الإبينيفرين أيضًا بقاعدة محدودة من الأدلة، ويوصى باستخدامه اعتمادًا على آلية عمله. 
يمكن استخدام بيكربونات الصوديوم بجرعة 1 ملي مكافئ لكل كيلوغرام في علاج هذه الحالة أيضًا، ولكن ليس هناك أدلة قوية تدعم هذا العلاج. ولا يوصى باستخدام هذا العلاج بشكل نمطي لمعالجة هذه الحالة، باستثناء بعض الحالات الخاصة (مثل حالة الحماض الأيضي الموجودة مسبقًا، وفرط بوتاسيوم الدم، وفرط الجرعة من مضادات الاكتئاب ثلاثية الحلقات).
يجب أن تُعطى جميع هذه الادوية مع إجراء عمليات الإنعاش القلبي الرئوي بطريقة سليمة. ولا يمكن استخدام الأجهزة المزيلة للرجفان في علاج هذه الحالة؛ لأن المشكلة تكمن في استجابة الأنسجة العضلية القلبية للنبضات الكهربائية.